# Едвард Русьян
Едвард Русьян (словен. Edvard Rusjan; 6 червня 1886 — 9 січня 1911) — словенський піонер авіації, пілот, авіаконструктор. Загинув в авіакатастрофі в Белграді.

## Біографія
Русьян народився у Трієсті, на той час найбільшому порту Австро-Угорщини (нині в Італія). Обидва його батьки були вихідцями з регіону Гориця та Градишка. На початку 1900-х років сім'я переїхали з Трієста до Гориці, де батько відкрив майстерню з виробництва бочок.
В юності Едвард разом із братом Йосипом Русьяном захопився велоспортом. Вони розробляли власні моделі велосипедів. Він також був членом гімнастичного об'єднання «Сокол». Згодом брати захопилися авіаторством. У 1908 році у батьковій майстерні вони побудували свій перший літак з бамбука та картону, жартома назвавши його Trapola de carta — Паперові пустощі.
Свій перший політ Едвард здійснив 25 листопада 1909 року поблизу Гориці на біплан власної конструкції Еда I.
Він пролетів близько 60 м на висоті 2 м. 29 листопада він пролетів вже 600 м на висоті 12 м.
Перший публічний політ Русьян зробив на модел EDA V 6 грудня 1909 року, але його літак розлетівся при посадці. У червні 1910 року у місті Мірен на літаку EDA V він пролетів на висоті 40 метрів над землею, пролетівши через все льотне поле.

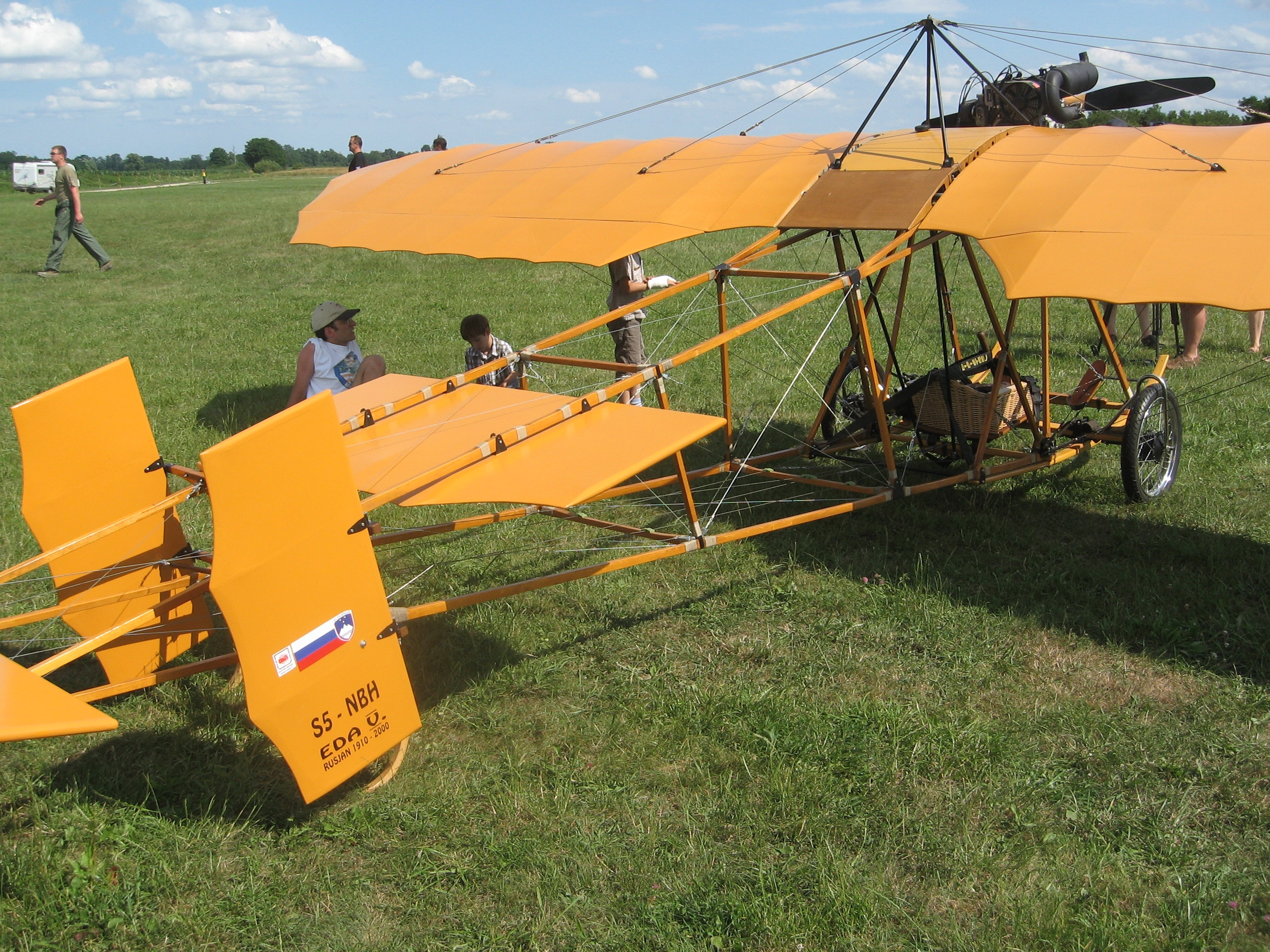
Репліка літака Еда V

У 1910 році брати Русьян почали збирати кошти на будівництво EDA VII. Едвард Русьян познайомився з бізнесменом сербського походження Михайлом Мерчепом, який запропонував йому фінансову допомогу для його починань. Того ж року брати переїхали до Загреба, щоб розпочати будівництво літака. У листопаді 1910 року вони сконструювали нову модель.
У січні 1911 року Едвард та Йосип Русьян вирушили в рекламний тур по балканських містах. 9 січня 1911 року під час польоту в Белграді сильний вітер зламав крило літака Едварда, і він впав на залізничну колію біля Белградської фортеці. По дорозі до лікарні авіаконструктор помер. Едвард Русьян похований в Белграді.
На його честь названі Мариборський аеропорт Едварда Русьяна, астероїд 19633 Русьян, та комерційно-діловий центр Eda Center в Новій Гориці.
Один з літаків DC-10 сербської авіакомпанії Jat Airways також названий на честь Едварда Русьяна.